# Niszczyciele typu Curtatone
Niszczyciele typu Curtatone – typ czterech włoskich niszczycieli zbudowanych po zakończeniu I wojny światowej dla Regia Marina (Marynarka Wojenna Królestwa Włoch). W 1938 roku okręty zostały przeklasyfikowane na torpedowce.
Okręty były wykorzystywane podczas II wojny światowej. Okręt "Curtatone" zatonął w 1941 roku, po wpłynięciu na minę w pobliżu Aten. „Castelfidardo” i „Calatafimi” zostały w 1943 roku zdobyte przez Niemców i wcielone do Kriegsmarine. Oba okręty zatonęły w 1944 roku na Morzu Egejskim. „Monzambano” jako jedyny okręt przetrwał wojnę i pozostał w służbie do 1951 roku.

## Okręty
- „Calatafimi”(inne języki) (Kriegsmarine: TA 15, TA 19)
- „Castelfidardo”(inne języki) (TA 16)
- „Curtatone”(inne języki)
- „Monzambano”(inne języki)